# Diplotropis purpurea
Diplotropis purpurea är en ärtväxtart som först beskrevs av Louis Claude Marie Richard, och fick sitt nu gällande namn av Gerda Jane Hillegonda Amshoff. Diplotropis purpurea ingår i släktet Diplotropis och familjen ärtväxter.

## Underarter
Arten delas in i följande underarter:
- D. p. leptophylla
- D. p. purpurea